# Lucky Man (chanson d'Emerson, Lake and Palmer)
 (février 2022).
Si vous disposez d'ouvrages ou d'articles de référence ou si vous connaissez des sites web de qualité traitant du thème abordé ici, merci de compléter l'article en donnant les références utiles à sa vérifiabilité et en les liant à la section « Notes et références ».
Pour les articles homonymes, voir Lucky Man (homonymie).
Singles de Emerson, Lake and Palmer
Stones of Years
(1971)
Pistes de Emerson, Lake and Palmer
Tank
(instrumental) 
(B2)
Lucky Man est une chanson du groupe de rock progressif britannique Emerson, Lake and Palmer, tirée du premier album homonyme de 1970. Écrite par Greg Lake à l'âge de 12 ans et enregistrée par le trio, la chanson contient l'un des premiers solo de moog.

## La chanson

### Écriture et composition
La chanson a été écrite entièrement par Greg Lake. Il s'agit d'un homme qui va à la guerre et y meurt,1
Contrairement aux autres pièces de l'album, Lucky Man est une ballade dominée par la guitare acoustique avec, à la fin de la chanson, un solo de moog joué par Keith Emerson enregistré en une seule prise.
Lucky Man sort en single en 1970 et atteint le top 20 aux Pays-Bas. La chanson a également été enregistrée aux États-Unis et au Canada. Le single a été diffusé avec succès trois ans après aux États-Unis et au Canada.

### Dans la culture populaire
La chanson d'introduction Made in Japan de l'album de Flower Travellin' Band (en), publié en 1972, est une publicité pour un concert au Stanley Park Stadium d'Emerson, Lake and Palmer, Bob Seger et Teegarden & Van Winkle (en), avec un clip de Lucky Man joué en arrière-plan.
En 1991, Joe Cocker aurait pu enregistrer la chanson pour son album Night Calls (it).
Le All-Starr Band l'a enregistrée en 2002 par l'album King Biscuit Flower Hour Presents Ringo and His New All-Starr Band.
La chanson est apparue dans la scène d'amour à la fin du film allemand NVA (en), de 2005.
La chanson est mentionnée dans l'album de Sun Kil Moon April (en), de 2008.
En 2010, la chanson est apparue dans l'épisode Million dollar ma biche de Les Simpson, où Homer Simpson trouve un CD d'ELP et chante la chanson pendant qu'il conduit.
Elle est utilisée comme thème musical final du prochain chapitre de CBC Radio One.
En 2013, la chanson est apparue à la télévision américaine comme musique de fond dans une publicité de VW Passat.
La chanson est apparue dans le film BlacKkKlansman, de 2018.
La chanson apparaît dans le film de Joe Berlinger « Extremely Wicked, Shockingly Evil and Vile » en 2019.

## Musiciens
- Keith Emerson – synthétiseur
- Greg Lake – basse, guitare acoustique et électrique, chant
- Carl Palmer – batterie, percussion

## Classements hebdomadaires
| Classement (1970)      |  | Meilleure position |
| ---------------------- |  | ------------------ |
| Canadian Singles Chart |  | 25                 |
| Nederlandse Top 40     |  | 14                 |
| Billboard Hot 100      |  | 48                 |
| Cashbox Top Singles    |  | 65                 |
| Classement (1973)      |  | Meilleure position |
| Canadian Singles Chart |  | 71                 |
| Billboard Hot 100      |  | 51                 |
| Cashbox Top Singles    |  | 63                 |